# Sikandra
Sikandra is een nagar panchayat (plaats) in het district Kanpur Dehat van de Indiase staat Uttar Pradesh. 

## Demografie
Volgens de Indiase volkstelling van 2001 wonen er 10.884 mensen in Sikandra, waarvan 53% mannelijk en 47% vrouwelijk is. De plaats heeft een alfabetiseringsgraad van 58%. 